# 現在地
| ウィキペディアには「現在地」という見出しの百科事典記事はありません（タイトルに「現在地」を含むページの一覧/「現在地」で始まるページの一覧）。 代わりにウィクショナリーのページ「現在地」が役に立つかもしれません。 |